# Битка код Кобарида
Битка код Кобарида одиграла се између Италије и Аустроугарске у Првом светском рату од 24. октобра до 9. новембра 1917. близу Кобарида у Словенији. Аустроугарска војска, ојачана немачким јединицама пробила је фронт и натерала италијанску војску у велики бег, после кога су се Италијани повукли више од 100 километара све до реке Пијаве. Битка је показала ефикасност јуришника и Хутијерове тактике.

## Долазак Немаца
Код Кобарида су Немци по први пут помагали аустроугарску војску. Италијански командант Луиђи Кадорна је често започињао успешне продоре на реци Сочи, али напади су били јако скупи. Губио је јако много војника. Ипак успевао је да опасно ослабљује аустроугарску војску. Када је запретила опасност да ће Италијани пробити фронт на реци Сочи после 11. битке на Сочи, Паул фон Хинденбург и Ерих Лудендорф су одлучили да помогну Аустроугарској и да започну заједничке операције у септембру 1917. Када је Кадорна сазнао да долазе немачке јединице одмах је обуставио офанзивне акције и спремио се за одбрану. Немци су одабрали 25 километара фронта крај Кобарида, северно од Горице као главну тачку напада.
Под командом Ота фон Белова је стављено 9 аустријских и 6 аустријских дивизија. Италијани су имали бројчану надмоћ на Сочи. Била је 41 италијанска дивизија и 35 аустријских и немачких. Али на одабраном делу фронта код Кобарида Италијани су били битно слабији. Италијански командант у Кобариду Капело је добио наређење да заузме обрамбене позиције. Капело није послушао, него је сконцентрисао војску за напад на јужном крилу фон Белове армије, источно од Горице.

## Напад
Напад је започео 24. октобра 1917. у 2:00 и потпуно је изненадио Италијане. Потпомогнути тешком артиљеријском паљбом и димом аустријска и немачка војска је готово одмах пробила линије италијанске 2. армије. До краја дана напредовали су 25 километара. Користили су хутијерову инфилтрациону тактику, а користили су и рупе у италијанским линијама, које би створили кориштењем бацача пламена и бомби.
Фон Белови напади са стране главног офанзивног продора били су потпуно заустављени. Аустроугарска 5. армија под командом Светозара Боројевића је јако слабо напредовала на јужном фронту. Међутим вон Белов успех у централном делу угрозио је велики део италијанске војске на реци Таљаменто. Једном када су му линије биле разбијене Капело је предлагао повлачење на Таљаменто. Међутим Кадорна се није с тим сложио, јер се надао читаву недељу дана да ће поправити насталу штету, а онда је 30. октобра већина италијанске војске добила наређење да пређе реку Таљаменто, за што им је требало 4 дана. Немачка дивизија је успоставила 2. новембра мостобран северно на Таљаменту. Немачко-аустроугарска војска се превише брзо помакла напред, много брже, него што је то логистика снабдевања допуштала. Италијански командант Кадорна је искористио логистичке проблеме аустријско-немачке војске, па се повукао до реке Пијаве, само 30 километара северно од Венеције. Повлачење је трајало до 10. новембра.

## Ромел
Ервин Ромел је учествовао у бици код Кобарида и заробио је 7.000 Италијана. Предводио је 300 људи са задатком да заузму италијанско упориште са батеријом топова. Заробио је батерију од 81 топа и 2.000 војника. Добио је наређење да брани заузету територију, али он се одлучио даље за акцију у којој је заробио 1. 200 Италијана. Дотад није био изгубио нити једнога свога војника. Ромел се није ту зауставио него је не спавајући 45 сати заузео гарнизон у Лангарону.

## Резултат
Италијани су имали огромне губитке: 275.000 војника и 2.500 топова је заробљено, убијено је 40.000 војника, а 20.000 је рањено. Аустријско-немачка војска је напредовала више од 100 километара у смеру Венеције, али нису могли да пређу реку Пијаву. Италијани су на Пијави успоставили нову обрамбену линију заједно са Французима, Британцима и Американцима.
Италијански командант Луиђи Кадорна је морао дати оставку због тешког пораза. Заменили су га Армандо Дијаз и Пјетро Бадољо (који је касније био на челу владе Италије када је пао Мусолини 1943).
Такав дебакл италијанске војске није био резултат недостатка дисциплине. На војним судовима је вођен судски поступак над 210.000 војника, а 4.000 је осуђено на смрт. Постајале су и гласине о терору, који се спроводио незаконитим десетковањима, да би се војници натерали да се боре на живот или смрт. После те битке влада је дошла до закључка да се терором не може мотивисати модерна војска. После пораза код Кобарида италијанска пропаганда је војницима почела обећавати земљу и социјалну правду. Осим тога после те битке Италија је одабрала опрезнију стратегију. Од 650.000 укупних италијанских жртава у Првом светском рату, после битке код Кобарида страдала је само једна петина.
После те битке Кобарид (односно на италијанском Капорето) означава тежак пораз. Тако је на пример Мусолини неуспели социјалистчки генерални штрајк из 1922. звао „Кобаридом италијанског социјализма“.